# Akodon
Akodon é um gênero de roedores da família Cricetidae.

## Espécies
- Akodon aerosus Thomas, 1913
- Akodon affinis (J. A. Allen, 1912)
- Akodon albiventer Thomas, 1897
- Akodon azarae (J. Fischer, 1829)
- Akodon boliviensis Meyen, 1833
- Akodon budini (Thomas, 1918)
- Akodon caenosus Thomas, 1918
- Akodon cursor (Winge, 1887)
- Akodon dayi Osgood, 1916
- Akodon dolores Thomas, 1916
- Akodon fumeus Thomas, 1902
- Akodon glaucinus
- Akodon iniscatus Thomas, 1919
- Akodon juninensis Myers, Patton & Smith, 1990
- Akodon kofordi Myers & Patton, 1989
- Akodon lindberghi Hershkovitz, 1990
- Akodon lutescens J. A. Allen, 1901
- Akodon mimus (Thomas, 1901)
- Akodon molinae Contreras, 1968
- Akodon mollis Thomas, 1894
- Akodon montensis Thomas, 1913
- Akodon mystax Hershkovitz, 1998
- Akodon neocenus Thomas, 1919
- Akodon orophilus Osgood, 1913
- Akodon paranaensis Christoff, Fagundes, Sbalqueiro, Mattevi & Yonenaga-Yassuda, 2000
- Akodon pervalens Thomas, 1925
- Akodon philipmyersi Pardiñas et al., 2005
- Akodon polopi
- Akodon reigi González, Langguth & de Oliveira, 1998
- Akodon sanctipaulensis Hershkovitz, 1990
- Akodon serrensis Thomas, 1902
- Akodon siberiae Myers & Patton, 1989
- Akodon simulator Thomas, 1916
- Akodon spegazzinii Thomas, 1897
- Akodon subfuscus Osgood, 1944
- Akodon surdus Thomas, 1917
- Akodon sylvanus Thomas, 1921
- Akodon tartareus
- Akodon toba Thomas, 1921
- Akodon torques (Thomas, 1917)
- Akodon varius Thomas, 1902